# Pound (software)
Pound é um programa leve do tipo proxy reverso de código aberto adaptável à utilização como uma solução de servidor web de balanceamento de carga. Desenvolvido por uma empresa de segurança em TI, ele têm grande ênfase em segurança. O objetivo original do desenvolvimento do Pound era permitir a distribuição da carga entre vários servidores Zope executando no topo do ZEO(Zope Extensible Object). Contudo, o Pound não está limitado às instalações baseadas no Zope. Utilizando comparação por expressão regular nas URLs solicitadas, Pound pode passar tipos diferentes de requisições para grupos de servidores backend diferentes.
Um pouco mais de suas características mais importantes são:
- detecta quando um servidor backend falha ou recupera-se e embasa suas decisões de balanceamento de carga nesta informação: se um servidor backend falhar, ele não receberá requisições até recuperar-se
- decifra requisições https em requisições http
- rejeita requisições incorretas
- pode ser usado em um ambiente chroot
- não possui requisitos especiais relativos a qual software de servidor web ou navegador deve ser utilizado
- suporta hosts virtuais
- configurável

Pound é distribuído sobre os termos da GNU General Public License e pode ser usado gratuitamente mesmo em ambientes corporativos.